# Provincia de Yozgat
Yozgat es una provincia (en turco: iller) del centro de Turquía, situada en la región (bölge) de Anatolia Central (İç Anadolu Bölgesi) con 14 123 km² de superficie y 487 365 habitantes (2009). Su densidad es de 34,5 habitantes por kilómetro cuadrado. las provincias adyacentes son Çorum al noroeste, Kırıkkale al oeste, Kırşehir al sudoeste, Nevşehir al sur, Kayseri al sureste, Sivas al este, Tokat al noreste y Amasya al norte. La capital provincial es Yozgat.
La provincia de Yozgat es una de las 81 provincias de Turquía

## Distritos (ilçeler)

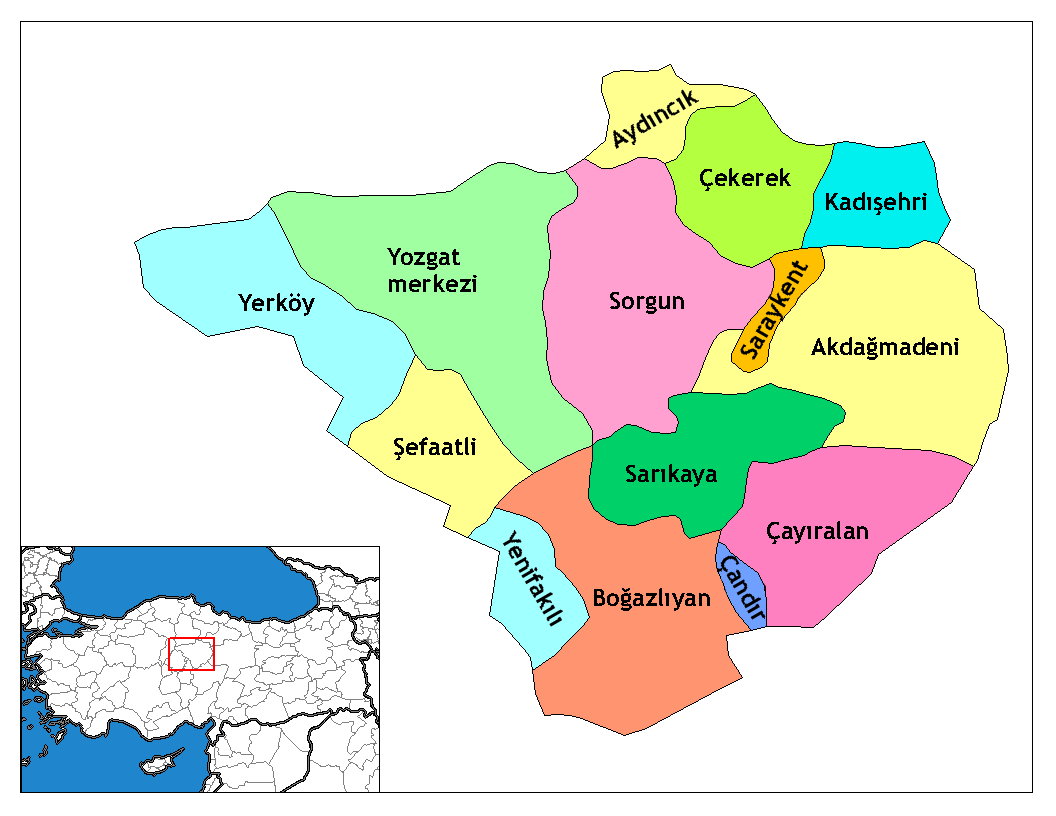
Mapa con los distritos.

Yozgat (distrito capital), Akdagmadeni, Aydincik, Bogazliyan, Candir, Cayiralan, Cekerek, Kadisehri, Saraykent, Sarikaya, Sorgun, Sefaatli, Yerkoy y Yenifakili.